# جيوليتا ماسينا
جيوليتا ماسينا (بالإيطالية: Giulietta Masina)‏ هي ممثلة إيطالية، ولدت في 22 فبراير 1921 بسان جورجو دي بيانو في إيطاليا، وتوفيت في 23 مارس 1994 بروما في إيطاليا بسبب سرطان الرئة. بدأت مشوارها المهني سنة 1948، ومن الجوائز التي نالتها جائزة مهرجان كان السينمائي لأفضل ممثلة عن عمل ليالي كابيريا سنة 1957.

## أعمال

### أفلام
- (1946) بايزا
- (1954) الطريق
- (1957) ليالي كابيريا

## جوائز
جوائز
- جائزة مهرجان كان السينمائي لأفضل ممثلة، عن عمل: ليالي كابيريا (1957)

## وصلات خارجية
- جيوليتا ماسينا على موقع IMDb (الإنجليزية)
- جيوليتا ماسينا على موقع الموسوعة البريطانية (الإنجليزية)
- جيوليتا ماسينا على موقع روتن توميتوز (الإنجليزية)
- جيوليتا ماسينا على موقع مونزينجر (الألمانية)
- جيوليتا ماسينا على موقع ألو سيني (الفرنسية)
- جيوليتا ماسينا على موقع أول موفي (الإنجليزية)
- جيوليتا ماسينا على موقع قاعدة بيانات الأفلام السويدية (السويدية)
- جيوليتا ماسينا على موقع إن إن دي بي (الإنجليزية)
- جيوليتا ماسينا على موقع ديسكوغز (الإنجليزية)
- جيوليتا ماسينا على موقع قاعدة بيانات الفيلم (الإنجليزية)